# Destylacja równowagowa

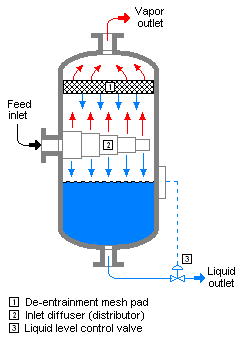
Separator faz

Destylacja równowagowa, destylacja rzutowa – destylacja polegająca na utrzymywaniu współistniejących faz (cieczy i pary) w stanie zbliżonym do równowagi, przy równoczesnym ciągłym dostarczaniu roztworu rozdzielanego (surówki) oraz odprowadzaniu odpowiednich ilości pary do skroplenia (destylatu) i cieczy wyczerpanej (pogonu). Destylacja równowagowa bywa zaliczana do grupy destylacji prostych.
Temperatura, która jest utrzymywana w destylatorze, mieści się między temperaturą wrzenia rozdzielanego roztworu (granica dolna), a temperaturą górną, w której – przy ogrzewaniu – odparowuje ostatnia kropla cieczy. Od temperatury, wybranej w tym zakresie, zależy skład strumieni cieczy i destylatu (kondensatu otrzymywanego po skropleniu pary), rozdzielanych i odbieranych z urządzenia. 
Surówka może być podgrzewana w wymienniku ciepła lub piecu rurowym. Konstrukcji wymiennika powinna zapewniać jak najlepszy kontakt cieczy i powstającej pary. Mieszanina obu faz przepływa do separatora, z którego dolnej części odpływa pogon. Strumień pary jest kierowany do skraplacza i odbierany jako destylat.
W urządzeniach do równowagowej destylacji ekspansywnej rozdzielany roztwór jest ogrzewany do temperatury niższej od temperatury wrzenia w aparacie o podwyższonym ciśnieniu. Jego rozprężanie w zaworze redukcyjnym powoduje  samorzutne częściowe odparowanie. Strumień pary i cieczy jest kierowany do separatora obu faz, skąd para odpływa do skraplacza.

Wykres fazowy zeotropu AB – podstawa  destylacji równowagowej S – surówka (ciecz zasilająca), kółka – minimalna i maksymalna temperatura procesu; przerywane linie poziome wskazują składy faz znajdujących się w równowadze w danej temperaturze (ich ilość określa reguła dźwigni)
Zestaw urządzeń do destylacji równowagowej: wymiennik ciepła (ogrzewacz surówki), separator faz będących w równowadze (odprowadzenie wywaru), skraplacz pary i separator destylatu S – rozdzielany roztwór (surówka), W – ciecz wyczerpana, D – destylat